# Lanett, Alabama
Lanett là một thành phố thuộc quận Chambers, tiểu bang Alabama, Hoa Kỳ. Dân số năm 2009 là 7045 người, mật độ đạt 437 người/km².